# Vikingesværd
Vikingesværd er den type sværd, der var fremherskende i Vest- og særligt Nordeuropa i vikingetiden (for Skandinavien) og Tidlig middelalder (for øvrige områder).
De blev udviklet i 700-tallet fra folkevandringstidens sværd (frankiske sværd fra 500- til 700-tallet, der igen var udviklet fra de romerske spatha), og i 1000- og 1100-tallet udvikledes til riddersværdet.
Den norske arkæolog Jan Petersen udgav i 1919 bogen De Norske Vikingsverd, der indeholdt en klassificering af de norske vikingesværd, og angav standarden. Den ligger til grund for Oakeshott typologin for senere sværd.

## Eksempler
- Sæbøsværdet: et sværd fra 800-tallet af type C, som blev fundet i 1825 i en gravhøj i Sæbø i Vikøyri i området Sogn i det vestlige Norge. Det er berømte for inskriptionen i klingen, som er tolket som runer af George Stephens (1867); alle andre er med latinske bogstaver, muligvis med undtagelse af Sæbøsværdet.
- Et af de tungeste og længste sværd fra vikingetiden er dateret til 800-tallet og fundet i Flå. Det er 102,4 cm lang, bladet er 86 cm, og det vejer ca. 1,9 kg. Det er på Kulturhistorisk Museum i Oslo.[3]
- Sankt Stefans Sværd er fra 900-tallet af Petersens type T med et fæste i hvalrostand udskåret i mammenstil. Det er udstillet som den ungarske Sankt Stefans kroningssværd på St. Vitus-katedralens skatte i Prag.[4]
- Lincolnsværdet (Sværdet fra Withamfloden): et sværd der er dateret til 900-tallet med et blad af tysk eller ottoniansk oprindelse. Det er af Petersens type L (Evisons "Wallingford Bridge" type) med fæstedekorationer af en angelsaksisk håndværker. Det blev fundet i floden Witham overfor et munkkloster i Lincoln i England i 1848.[5] Peirce (1990) nævner dette sværd som "betagende", "et af de mest fantastiske vikingesværd".[6] Lincolnsværdet er også det ene af blot to sværd med indskriften Leutfrit (+ LEUTFRIT) i bladet. Det andet er fra det Volgabulgarske rige. Det opbevares på det historiske museum i Kasan. På bagsiden er indlagt et dobbelt rullemønster.[7]
- Essensværdet er et 900-tals sværd, der er bevaret i Essen Kloster. Det er dekoreret med bladguld mod slutningen af 900-tallet.
- Cawoodsværdet og det lignende Korsoygadensværd er med til at afgrænse typen "vikingesværd" fra middelalderens sværd. De passer fint ind i Petersens typologi, men Oakeshott (1991) betragter dem som stilmæssigt fra 1100-tallet.[8]